# Ясін Адлі
Ясін Адлі (фр. Yacine Adli, нар. 29 липня 2000, Вітрі-сюр-Сен) — французький футболіст алжирського походження, півзахисник клубу «Мілан». На умовах оренди грає за «Фіорентіну».

## Клубна кар'єра
Народився 29 липня 2000 року в місті Вітрі-сюр-Сен. Вихованець юнацьких команд футбольних клубів «Вільжуїф» та «Парі Сен-Жермен». У 2017 році він почав виступати за команду дублерів ПСЖ, а у 2018 році включений в заявку основного складу на сезон. У тому ж році Адлі увійшов в число шістдесяти найталановитіших молодих футболістів за версією газети The Guardian. 19 травня в матчі проти «Кана» він дебютував у Лізі 1, замінивши у другому таймі Крістофера Нкунку. У своєму дебютному сезоні Адлі з командою виграв усі три турніри країни — чемпіонат, Кубок та Кубок французької ліги, втім на поле більше не виходив.
Влітку 2018 року Адлі підписав свій перший професіональний контракт з парижанами, але так і не зігравши більше жодної гри вже 31 січня 2019 року, в останній день зимового трансферного вікна, перейшов у «Бордо», з яким підписав контракт на 4 роки. Трансфер склав 5,5 мільйонів євро та 40% від перепродажу гравця. Станом на 24 грудня 2019 року відіграв за команду з Бордо 20 матчів у національному чемпіонаті.

## Виступи за збірні
2015 року дебютував у складі юнацької збірної Франції, взяв участь у 44 іграх на юнацькому рівні, відзначившись 15 забитими голами. З командою до 17 років у 2017 році був учасником юнацького чемпіонату Європи та світу, а з командою до 19 років став півфіналістом юнацького чемпіонату Європи 2018 року.
2019 року з командою до 20 років поїхав на молодіжний чемпіонат світу.

## Статистика виступів

### Статистика клубних виступів
| Сезон                | Команда              | Чемпіонат            | Чемпіонат | Чемпіонат | Національний кубок | Національний кубок | Національний кубок | Континентальні кубки | Континентальні кубки | Континентальні кубки | Інші змагання | Інші змагання | Інші змагання | Усього | Усього | Усього |
| Сезон                | Команда              | Ліга                 | Ігор      | Голів     | Ліга               | Ігор               | Голів              | Ліга                 | Ігор                 | Голів                | Ліга          | Ігор          | Голів         | Ігор   | Голів  |        |
| -------------------- | -------------------- | -------------------- | --------- | --------- | ------------------ | ------------------ | ------------------ | -------------------- | -------------------- | -------------------- | ------------- | ------------- | ------------- | ------ | ------ | ------ |
| 2017–18              | «Парі Сен-Жермен»    | Л1                   | 1         | 0         | КФ+КЛ              | 0                  | 0                  | ЛЧ                   | 0                    | 0                    |               | -             | -             | 1      | 0      |        |
| 2017–18              | «Парі Сен-Жермен-2»  | Ам                   | 9         | 3         |                    | -                  | -                  |                      | -                    | -                    |               | -             | -             | 9      | 3      |        |
| 2018–19              | «Парі Сен-Жермен-2»  | Ам                   | 11        | 1         |                    | -                  | -                  |                      | -                    | -                    |               | -             | -             | 11     | 1      |        |
| Усього за Paris SG 2 | Усього за Paris SG 2 | Усього за Paris SG 2 | 20        | 4         |                    | -                  | -                  |                      | -                    | -                    |               | -             | -             | 20     | 4      |        |
| 2018–19              | «Бордо»              | Л1                   | 7         | 0         | КФ+КЛ              | -                  | -                  |                      | -                    | -                    |               | -             | -             | 0      | 0      |        |
| 2019–20              | «Бордо»              | Л1                   | 21        | 3         | КФ+КЛ              | 2+2                | 0                  |                      | -                    | -                    |               | -             | -             | 25     | 3      |        |
| 2020–21              | «Бордо»              | Л1                   | 35        | 2         | КФ                 | 1                  | 0                  |                      | -                    | -                    |               | -             | -             | 36     | 2      |        |
| 2021–22              | «Бордо»              | Л1                   | 16        | 1         | КФ                 | 0                  | 0                  |                      | -                    | -                    |               | -             | -             | 16     | 1      |        |
| Усього за «Бордо»    | Усього за «Бордо»    | Усього за «Бордо»    | 79        | 6         |                    | 5                  | 0                  |                      | -                    | -                    |               | -             | -             | 84     | 6      |        |
| 2022–23              | «Мілан»              | A                    | 6         | 0         | КІ                 | 0                  | 0                  | ЛЧ                   | 0                    | 0                    | СІ            | 0             | 0             | 6      | 0      |        |
| 2023–24              | «Мілан»              | A                    | 24        | 1         | КІ                 | 2                  | 0                  | ЛЧ+ЛЄ                | 3+4                  | 0                    | -             | -             | -             | 33     | 1      |        |
| Усього за «Мілан»    | Усього за «Мілан»    | Усього за «Мілан»    | 30        | 1         |                    | 2                  | 0                  |                      | 7                    | 0                    |               | -             | -             | 39     | 1      |        |
| Усього за кар'єру    | Усього за кар'єру    | Усього за кар'єру    | 130       | 11        |                    | 7                  | 0                  |                      | 7                    | 0                    |               | -             | -             | 144    | 11     |        |

## Титули і досягнення
- Чемпіон Франції (1):

«Парі Сен-Жермен»: 2017–18
- Володар Кубка Франції (1):

«Парі Сен-Жермен»: 2017–18
- Володар Кубка французької ліги (1):

«Парі Сен-Жермен»: 2017–18